# Safia coenochroa
Safia coenochroa là một loài bướm đêm trong họ Noctuidae.